# Roman Śmigielski
Roman Śmigielski (ur. 23 kwietnia 1951 w Bydgoszczy, zm. 23 grudnia 2024 w Danii) – działacz niepodległościowy, polityk, urzędnik państwowy, tłumacz, dziennikarz i działacz polonijny.

## Życiorys
Studiował polonistykę na Wyższej Szkole Pedagogicznej w Opolu. W 1971 r. wyemigrował do Danii. Ukończył Rachunkowość i Informatykę w Wyższej Szkole Handlowej w Kopenhadze. W 1990 r. zdał państwowy egzamin na tłumacza języka duńskiego. Pracował jako księgowy w firmie Schenker & Co, jako główny księgowy w firmie Adams Transport Co. Od 1984 r. zatrudniony jako główny kontroler w Rigsrevisionen (duńska Najwyższa Izba Kontroli). Przyczynił się do nawiązania owocnej współpracy między Rigsrevisionen a polską Najwyższą Izbą Kontroli. W latach 1993–1994 pracował jako dyrektor ds. finansowych w firmie IKEA Poland Ltd. (Szczecin). Był członkiem zespołu duńskich ekspertów, którzy w 2006 roku przeprowadzili przegląd partnerski NIK.
Zmarł 23 grudnia 2024, pogrzeb odbył się 18 stycznia 2025 w Maribo.

### Działalność niepodległościowa[5]
W latach siedemdziesiątych był działaczem Komitetu Rozpowszechniania Polskiej Literatury Emigracyjnej i Komitetu Poparcia Opozycji Demokratycznej w Polsce. Od 1982 r. kierował biurem Komitetu Poparcia Solidarności „Støt Solidarność” w Kopenhadze; był członkiem grupy koordynacyjnej komitetu i delegatem komitetu do CSSO (Conference of Solidarity Support Organizations). Uczestniczył w zjazdach CSSO w Lund, Londynie, Paryżu, Akwizgranie i Berlinie. Koordynował akcję adopcji polskich więźniów politycznych przez Duńczyków. Był redaktorem naczelnym duńskojęzycznego biuletynu „Polen Nyt”, zawierającego głównie tłumaczenia tekstów z polskiej prasy podziemnej.
Był też członkiem następujących organizacji:
- „Solidarni z Polską”, komitet zajmujący się zbiórką i wysyłką do Polski żywności oraz sprzętu i wyposażenia szpitali, domów dziecka itp.
- Polish/Danish Business Promotion Club, którego celem było rozwijanie współpracy gospodarczej między Danią a Polską.

### Działalność polonijna
W latach osiemdziesiątych był członkiem Polskiego Stowarzyszenia „Ognisko”, rzecznikiem prasowym Rady Polonii Duńskiej oraz redaktorem naczelnym biuletynu „Ognisko”. W latach dziewięćdziesiątych był delegatem Rady Polonii Duńskiej na Forum Migrantów Unii Europejskiej. Był jednym z inicjatorów zjednoczenia Polonii duńskiej w jedną organizację. Na zjeździe założycielskim Federacji Organizacji Polskich i Polsko-Duńskich w Danii „Polonia” w 1999 r. został wybrany przewodniczącym tej organizacji. Funkcję tę sprawował przez 10 lat. W 2009 r. Zjazd Federacji nadał mu tytuł honorowego przewodniczącego Federacji „Polonia”.
W 2000 r. wybrany na sekretarza regionalnego Europejskiej Unii Wspólnot Polonijnych (EUWP), a w 2003 r. na sekretarza generalnego tej organizacji. Był członkiem prezydium II Zjazdu Polonii i Polaków z Zagranicy w 2001 oraz głównym referentem w Komisji Współpracy z Polonią na III Zjeździe Polonii i Polaków z Zagranicy we wrześniu 2007. Z ramienia EUWP był jurorem w konkursach dla dzieci i młodzieży polonijnej „Wspomnienie Solidarności w mojej rodzinie” oraz „Być Polakiem”.

### Działalność dziennikarska
Był autorem licznych artykułów w czasopismach duńskich, polskich i polonijnych, m.in.: „Politiken” „Aktuelt”, „Information”, „Studenteravisen”, „Polen Nyt”, „Merkonom Nyt”, „Pogląd”, „Obraz”, „Forum Polonijne”, „Tydzień Polski”, „Polonia Węgierska”, „Gazeta Petersburska”,  „Ognisko”, „Informator Polski”, „Wspólnota Polska”, Znad Wilii
Był konsultantem duńskiego filmu dokumentalnego „Solidarność – nadzieja z Gdańska”; Był wydawcą i redaktorem naczelnym kopenhaskiego kwartalnika „Informator Polski” oraz założycielem i wydawcą polskiej telewizji internetowej w Danii POLOWIZJA.DK.

## Odznaczenia
- Srebrny Krzyż Zasługi – 1995
- Krzyż Kawalerski Orderu Zasługi Rzeczypospolitej Polskiej – 1999
- Krzyż Oficerski Orderu Zasługi Rzeczypospolitej Polskiej – 2011